# Progomphus racenisi
Progomphus racenisi là loài chuồn chuồn trong họ Gomphidae. Loài này được De Marmels mô tả khoa học đầu tiên năm 1983.